# Les Secrets de la vie
Pour plus de détails, voir Fiche technique et Distribution.
Les Secrets de la vie (Nature's Secrets of Life) est un film documentaire américain réalisé par James Algar, sorti en 1956.
Produit par Walt Disney Pictures, c'est le second documentaire sorti en France dans la collection C'est la vie distribuée au cinéma par Cinédis. Il s'intéresse aux « miracles de la vie », plantes, insectes et autres formes de vie que la nature a engendré sur Terre.

## Fiche technique
- Titre original : Nature's Secrets of Life
- Titre français : Les Secrets de la vie
- Réalisateur : James Algar
- Producteur : Ben Sharpsteen
- Scénario : James Algar
- Narrateur : Winston Hibler
- Image : Stuart V. Jewell, Robert H. Crandall, Murl Deusing, George et Nettie MacGinitie, Tilden W. Roberts, William A. Anderson, Claude Jendrusch, Arthur Carter, Fran William Hall, Jack C. Couffer, Roman Vishniac, Donald L. Sykes,
- Image intermédiaire : Rex R. Elliott, William M. Harlow, Stuart V. Jewell, John Nash Ott Jr., Vincent J. Schaefer
- Musique : Paul J. Smith
  - Orchestrations : Franklyn Marks, Edward H. Plumb
- Consultants biologistes : Rutherford Platt, Tilden W. Roberts
- Montage : Anthony Gerard
- Effets d'animation : Joshua Meador, Art Riley
- Effets spéciaux: Ub Iwerks
- Directeur de production : Erwin L. Verity
- Société de production : Walt Disney Production
- Distributeur : Buena Vista Distribution
- Date de sortie : 6 novembre 1956
- Format : Technicolor, d'après une source en 16 mm
- Durée : 75 minutes
- Pays : États-Unis
- Langue : Anglais

Sauf mention contraire, les informations proviennent des sources suivantes : Leonard Maltin

## Sorties cinéma
Sauf mention contraire, les informations suivantes sont issues de l'Internet Movie Database.
- États-Unis : 6 novembre 1956
- Japon : 6 mars 1957
- Allemagne de l'Ouest : juin 1957 (Berlinale)
- Suède : 18 septembre 1957
- Finlande : 22 novembre 1957

## Origine et production
Lors d'un voyage en août 1948 en Alaska, Walt rencontre Alfred Milotte, propriétaire d'un magasin d'appareils photos et sa femme institutrice Elma. Ils engagent une discussion sur les documentaires consacrés à l'Alaska dont le résultat sera le poste de photographe sur la série de documentaires animaliers True-Life Adventures. Le premier épisode est L'Île aux phoques (On Seal Island) sorti en décembre 1948. Plusieurs courts métrages sont réalisés dans cette série grâce à des séquences tournées par des naturalistes photographes. En l'absence de distributeur soutenant le format des longs métrages documentaires, la série dont la production se poursuit n'est pas distribuée. En 1953 pour résoudre ce problème, Disney fonde sa propre société de distribution, la filiale Buena Vista Distribution, et ainsi assurer la distribution de ces films assez éloignés des productions d'animation. Le succès des courts et moyens métrages de la série  True-Life Adventures diffusés entre 1950 et 1953 pousse le studio à produire des longs métrages.
Le film Les Secrets de la vie a fait appel à 18 photographes ayant chacun travaillé sur sa spécialité. Robert H. Crandall a filmé la séquence des fourmis comme il avait fait pour Le Désert vivant (1953) et a eu besoin de creuser une tranchée de 16 pieds (4,88 m). Stuart V. Jewell a filmé les images intermédiaires pour les abeilles et Murl Deusing, directeur du Milwaukee Public Museum s'est chargé des épinoches.

## Sortie au cinéma et accueil du public
Le film présente une grande variété de miracles de la nature mais semble ne pas avoir de but précis. Techniquement le film utilise des procédés novateurs comme la double lentille pour la scène du poisson archer filmée à la fois au-dessus et en dessous de l'eau ou la poursuite de l'abeille.
Des extraits du films ont été utilisés pour produire quatre courts métrages éducatifs sortis en 1960, Secrets of the Ant and Insect World, Secrets of the Bee World, Secrets of the Plant World et Secrets of the Underwater World.